# The Power of Love
«The Power of Love» (с англ. — «Сила любви») — песня из фильма-блокбастера 1985 года «Назад в будущее» в исполнении Хью Льюиса и его группы The News.
С этой песней группа впервые попала на первое место американского чарта Billboard Hot 100 и стала вторым чарттоппером в Top Rock Tracks.

## Музыкальное видео
Музыкальное видео, снятое в июне 1985 года, показывает группу, играющую в ночном клубе (Uncle Charlie, где она часто играли в начале их карьеры) с доктором Эмметтом Брауном (Кристофер Ллойд), который появляется в своём спортивном автомобиле DeLorean, по-видимому, после путешествия во времени и парочки, крадущей его ради удовольствия. Льюис сказал, что съёмки длились весь день и ночь, и группа закончила работу в 3:00 утра.

## Отзывы
На церемонии 13th Annual American Music Awards песня была номинирована в категориях «Favorite Single» и «Favorite Video Single», в итоге победив в обеих. Песня была также номинирована на Оскар в категории Academy Award for Best Original Song во время 58-й церемонии Academy Awards, но уступила песне «Say You, Say Me» в исполнении Лайонела Ричи).

## Список треков
| 7" Chrysalis / HUEY 1 Великобритания 1. «The Power of Love» — 3:53 2. «Bad Is Bad» — 3:46 7" Chrysalis / HUEY 3 Великобритания 1. «The Power of Love» 2. «Do You Believe in Love?» - also released as a 7" picture disc HUEYP 3 - 1986 re-issue 7" Chrysalis / 107 614 Канада 1. «The Power of Love» — 4:21 2. «Finally Found a Home» — 3:41 7" Chrysalis / CHS-42876 Канада 1. «The Power of Love» — 3:53 2. «Bad is Bad» — 3:46 12" Chrysalis / CS 42889 США 1. «The Power of Love» (Long version) — 7:10 2. «The Power of Love» (Instrumental) — 4:12 3. «The Power of Love» (Short version) — 4:18 - ремикс от John "Jellybean" Benitez | 12" Chrysalis / HUEYX1 Великобритания 1. «The Power of Love» — 7:10 2. «Bad Is Bad» — 3:46 3. «It’s All Right» (Live version) (Curtis Mayfield) — 3:03 4. «I Want a New Drug» (Live version) — 5:57 12" Chrysalis / HUEYX3 Великобритания 1. «The Power of Love» (Extended version) 2. «Do You Believe in Love?» 3. «Back in Time» - 1986 re-issue 12" Chrysalis / 601 822 Германия 1. «The Power of Love» — 7:10 2. «It’s All Right» (Live version) (Curtis Mayfield) — 3:03 3. «I Want a New Drug» (Live version) — 5:57 - Track 1 ремикширован John "Jellybean" Benitez |

## Кавер-версии
- Группа The Early November (от лейбла Drive-Thru Records) выпустила трек на своём альбоме 2005 года под названием Punk Goes 80’s.
- Британская инди-группа The Pigeon Detectives исполнила песню в 2007 году для альбома Radio 1 Established 1967 радио BBC Radio One.
- В 2008 году канадская группа After The Anthems выпустила сингл для канадского радио.

## Позиция в хит-парадах
«The Power of Love» дебютировала в американском хит-параде Billboard Hot 100 на 46-м месте 29 июня 1985 года

| Хит-парад (1985)                     | Высшая позиция |
| ------------------------------------ | -------------- |
| Австралия (Kent Music Report)        | 1              |
| Австрия (Austrian Singles Chart)     | 24             |
| Бельгия (Flanders)                   | 17             |
| Канада (RPM Top Singles)             | 1              |
| Нидерланды (Singles Chart)           | 25             |
| Финляндия (Singles Chart)            | 23             |
| Франция (Singles Chart)              | 38             |
| Германия (Singles Chart)             | 16             |
| Ирландия (Singles Chart)             | 5              |
| Италия (Singles Chart)               | 11             |
| Япония                               | 1              |
| Новая Зеландия (Singles Chart)       | 3              |
| ЮАР (Singles Chart)                  | 4              |
| Швейцария (Singles Chart)            | 11             |
| Великобритания (OCC UK Singles)      | 9              |
| США (Billboard Hot 100)              | 1              |
| США (Billboard Hot Dance Club Songs) | 22             |
| США (Billboard Adult Contemporary)   | 6              |
| США (Billboard Top Rock Tracks)      | 1              |
| Зимбабве (Singles Chart)             | 7              |

| Хит-парад (1985)                         | Позиция |
| ---------------------------------------- | ------- |
| Австралия (Kent Music Report)            | 24      |
| Канада (RPM)                             | 11      |
| Новая Зеландия (Recorded Music NZ)       | 29      |
| США (Billboard Hot 100)                  | 15      |
| Хит-парад (1986)                         | Позиция |
| Великобритания (Official Charts Company) | 84      |

| Хит-парад (1958—2018)   | Позиция |
| ----------------------- | ------- |
| США (Billboard Hot 100) | 366     |

| Регион | Сертификация | Продажи  |
| --- | ------------ | -------- |
| Канада (Music Canada) | Золотой      | 50 000^  |
| Великобритания (BPI) | Золотой      | 400 000  |
| США (RIAA) | Золотой      | 500 000^ |
| ^ Данные о тиражах приведены только на основе сертификации. · Данные о продажах + прослушиваниях приведены только на основе сертификации. |              |          |